# Miha Mazzini
Miha Mazzini (Jesenice, 3 giugno 1961) è uno scrittore, sceneggiatore e regista sloveno.
Mazzini nacque a Jesenice, città industriale nel nord-ovest della Slovenia. È scrittore, sceneggiatore, regista e pubblicista. Ha completato i suoi studi post laurea in sceneggiatura presso l'Università di Sheffield in Inghilterra. Dottore in Scienze, programma Antropologia della vita quotidiana, Institutum Studiorum Humanitatis, Lubiana.
Ha pubblicato più di 30 libri tradotti in 11 lingue.

## Romanzi tradotti in italiano
1. I cancellati, 2018,   M. Obit (Traduttore), Bottega Errante Edizioni (Editore),  288 pagine,  ISBN 978-8899368197
2. Mi chiamavano il cane, 2011,  S. Trzan (Traduttore), Nikita (Editore), 395 pagine,  ISBN 978-8895812069
3. Il giradischi di Tito, 2008,  M. Obit (Traduttore), Fazi (Editore),  282 pagine,  ISBN 978-8876250422